# سيمون جنكينز
سيمون جنكينز (بالإنجليزية: Simon Jenkins) هو صحفي بريطاني، ولد في 10 يونيو 1943 في برمنغهام في المملكة المتحدة.